# Ćwikła

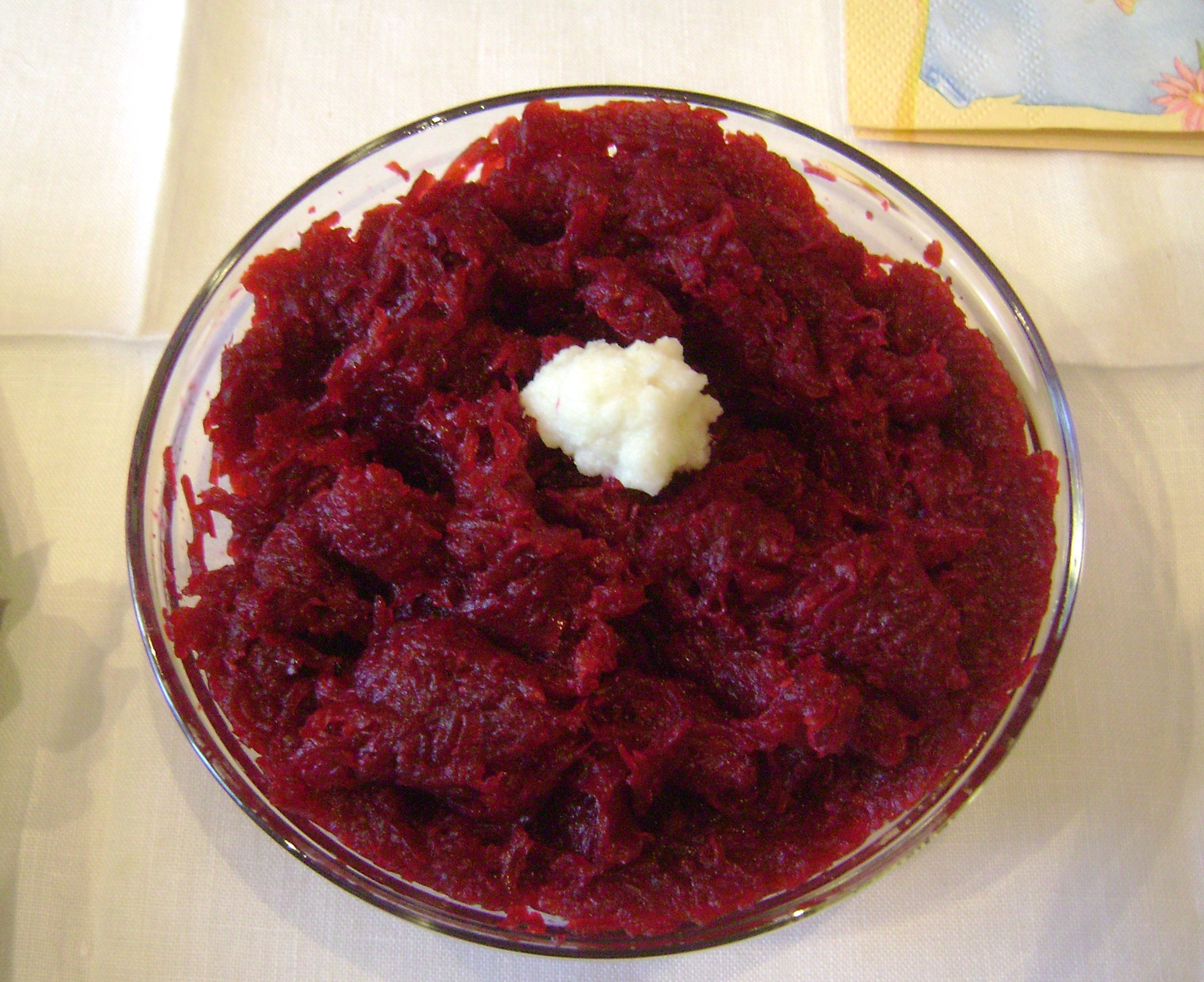
Ćwikła

Ćwikła (słow. cvikla) – sałatka warzywna z ugotowanych utartych buraków ćwikłowych. Przyprawiana na ostro tartym chrzanem, cukrem, solą, sokiem z cytryny, kminkiem, niekiedy winnymi jabłkami, czerwonym wytrawnym winem, octem, goździkami i natką pietruszki. Podawana jako dodatek do mięs.
Także: potoczna nazwa buraka ćwikłowego (inne nazwy: burak stołowy, burak korzeniowy).
Pierwszy polski przepis na ćwikłę zanotował w swoim dziele „Żywot człowieka poczciwego” z 1567 roku pisarz Mikołaj Rej. Podobna sałatka pod nazwą Salatrüben lub Rote-Bete-Meerrettich jako przystawka do głównego dania występuje również w kuchni niemieckiej.